# Bachorzyn
Bachorzyn – wieś w Polsce położona w województwie łódzkim, w powiecie łaskim, w gminie Buczek.
W latach 1975–1998 miejscowość administracyjnie należała do województwa sieradzkiego.